# جويل بنجامين
جويل بنجامين Joel Benjamin (ولد في 11 مارس 1964) لاعب شطرنج أمريكي يحمل لقب أستاذ كبير.
- بلغ تصنيف إيلو خاصته 2530 نقطة في أكتوبر 2012، مما جعله المصنف رقم 37 في الولايات المتحدة الأمريكية ورقم 620 عالمياً.
- فاز ببطولة الولايات المتحدة المفتوحة للشطرنج في 1985.
- فاز ببطولة الولايات المتحدة للشطرنج عام 1987 مناصفة مع نك دي فيرميان، وكذلك في عام 1997 و2000.
- فاز بدورة سانت جون المفتوحة عام 1988.
- فاز ببطولة كندا المفتوحة للشطرنج عام 2000.
- فاز بالمركز الأول في مهرجان كيو في بي للشطرنج في سيدني عام 1999.

## روابط خارجية
- جويل بنجامين على موقع الاتحاد الدولي للشطرنج (الإنجليزية)
- جويل بنجامين على موقع مباريات الشطرنج (الإنجليزية)
- جويل بنجامين على موقع 365Chess.com (الإنجليزية)
- جويل بنجامين على موقع Chesstempo.com (الإنجليزية)
- جويل بنجامين على موقع الاتحاد الأمريكي للشطرنج (الإنجليزية)
- جويل بنجامين سجل أولمبياد الشطرنج على موقع OlimpBase.org (الإنجليزية)